# The House at Night
The House at Night (Originaltitel: The Night House) ist ein US-amerikanisch-britischer Mystery-Thriller von David Bruckner. Der Film feierte seine Premiere auf dem Sundance Film Festival 2020.

## Handlung
Beths Ehemann hat sich das Leben genommen. Am Boden zerstört verbringt Beth ihre Nächte damit, zu trinken und Owens Habseligkeiten zu durchsuchen. Sie versucht, stabil und kontrolliert zu wirken, aber ihre Freundin Claire und Nachbar Mel machen sich Sorgen um sie. Owens ominöser Abschiedsbrief – „Du hattest recht. Es gibt nichts. Nichts ist hinter dir her. Du bist jetzt in Sicherheit“ – verwirrt sie. Sie beginnt nachts unter seltsamen übernatürlichen Ereignissen zu leiden und findet einen seltsamen umgekehrten Grundriss für ihr Haus. Eines Nachts entdeckt sie auf Owens Handy ein Foto einer Frau, die ihr ähnlich sieht und vermutet, dass Owen eine Affäre hatte. In einer Unterhaltung mit ihrer Freundin Claire erinnert sich Beth, dass sie vor Jahren bei einem Autounfall für vier Minuten dem Tod ins Auge gesehen hat und dort nichts war. Owen war aber bis kurz bevor er starb immer anderer Meinung über den Tod und die Existenz des Jenseits gewesen.
Beth erinnert sich, dass, als sie vor einem Jahr an Depressionen litt, Owen zu schlafwandeln begann und sie daraufhin dachte, sie hätte ihre Depressionen an ihn weitergegeben. Eines Nachts wird Beth von einer übernatürlichen Präsenz geweckt. Sie sieht mehrere verängstigte Frauen, die durch den Wald fliehen und gelangt schließlich zu dem Boot, auf dem Owen sich erschossen hat, und spürt eine unsichtbare Präsenz. Als sie den See überquert, um ein seltsames Lichterpaar zu untersuchen, entdeckt sie eine umgekehrte Kopie von ihrem und Owens Haus und sieht geisterhafte Frauenfiguren mit Owen. Beth wird schließlich ohnmächtig und erwacht wieder in ihrem Haus. Sie macht sich wieder auf den Weg zum See mit dem gedrehten Haus und findet es auch vor...diesmal findet sie es unbewohnt vor. In dem Haus steht allerdings eine seltsame Statue, die Beth aus dem Haus mitnimmt.
Beth konfrontiert Mel, der behauptet, er habe das Haus nie gesehen, aber einmal Owen nachts im Wald mit einer weiteren Person gesehen.
Beim Durchsuchen von Owens Laptop findet Beth weitere Fotos von Frauen, die ihr selbst ähnlich sehen. Nach einer Recherche in Owens Büchern, findet Beth heraus, dass die Statue den Bereichen Okkultismus und Voodoo zuzuordnen ist und dass Owen versucht hat, mit der Statue dämonische Wesen auszutricksen und einzufangen. Beth findet den Buchladen, in dem Owen die Bücher gekauft hat, und begegnet dort Madelyne, die eine der Frauen ist, die Beth auf Owens Fotos gesehen hat.
Nach einem Treffen mit Claire, entscheidet sich Beth, für ein paar Tage nicht in ihrem Haus zu schlafen. Von dem Treffen zuhause angekommen beginnt Beth damit ihre Sachen zu packen. Schließlich taucht Madelyne unerwartet auf und erzählt Beth, wie Owen sie ins spiegelverkehrte Haus eingeladen hat. Sie erzählt, dass Owen sie küsste und er dann begann sie zu würgen, davon allerdings abließ und sich entschuldigte und sie dann in Panik nach Hause fuhr.
Beth beschließt daraufhin, das spiegelverkehrte Haus wieder aufzusuchen und findet unter den Dielen die Leichen der Frauen, die Owen fotografiert hat. Beth spürt wieder die übernatürliche Präsenz. Diese gibt sich selbst als das „Nichts“ zu erkennen, das Beth bei ihrer Begegnung mit dem Tod gesehen bzw. nicht gesehen hat. Das Nichts zeigt Beth mit einem Blick in die Vergangenheit, dass es versucht hat, Owen davon zu überzeugen, Beth zu töten, um sie wieder zum Nichts zurückzubringen, aber Owen sich dagegen gewehrt habe. So habe Owen das umgekehrte Haus gebaut und Frauen, die wie Beth aussahen, getötet, um das Nichts auszutricksen. Anfangs habe dies auch funktioniert, doch schließlich durchschaute das Nichts den Täuschungsversuch. Owen beging daraufhin Suizid, in der Hoffnung, das Nichts würde seine Frau dadurch endlich in Ruhe lassen aber es fordert nach wie vor die wahre Beth.
Beth findet sich in einer Art Parallelwelt unter einem blutroten Himmel in dem Boot wieder, in dem Owen sich erschossen hat, dessen Waffe in den Händen. Das Nichts sitzt ihr in Owens Gestalt gegenüber und versucht sie zu überreden, ebenfalls Suizid zu begehen und zu ihm zurückzukehren. Beth entscheidet sich jedoch dagegen, lässt die Waffe fallen und kehrt in die Realität zurück. Claire, die nach einer Sprachnachricht Beths zusammen mit Mel herbeigeeilt war, schwimmt zum Boot und hilft ihr zurück ans Ufer. Als Beth einen Blick zurück zum scheinbar leeren Boot wirft, meint Mel zu ihr: „Dort ist nichts.“, worauf Beth antwortet: „Ich weiß.“

## Produktion
Die Dreharbeiten begannen im Mai 2019 in Syracuse (New York).

## Bewertungen
Laut Rotten Tomatoes fielen die Kritiken insgesamt relativ gut aus. Zusammengefasst sei der Kritikerkonsens: dass The Night House sowohl intellektuell als auch emotional fesselnd sei, die Erzählung aber ein bisschen träge sowie verwirrend sei und dass das Ende des Films, trotz spannender und beängstigender Momente einige Zuschauer enttäuscht zurücklassen würde.
Todd McCarthy lobt Rebecca Halls darstellerische Leistung, gibt aber auch an, dass darüber hinaus der Film an Erzählkraft abnehme, je mehr der Handlungsstrang auserzählt sei.